# Prelatura territoriale di Cafayate
La prelatura territoriale di Cafayate (in latino Praelatura Territorialis Cafayatensis) è una sede della Chiesa cattolica in Argentina suffraganea dell'arcidiocesi di Salta. Nel 2023 contava 69.900 battezzati su 74.600 abitanti. È retta dal vescovo Darío Rubén Quintana, O.A.R.

## Territorio
La diocesi comprende tre dipartimenti della provincia di Salta, Cafayate, Molinos e San Carlos, uno della provincia di Tucumán, Tafí del Valle (eccetto la parrocchia di Tafí del Valle), e due della provincia di Catamarca, Antofagasta de la Sierra e Santa María.
Sede prelatizia è la città di Cafayate, dove si trova la cattedrale di Nostra Signora del Rosario.
Il territorio si estende su 50.000 km² ed è suddiviso in 8 parrocchie.

## Storia
La prelatura territoriale è stata eretta l'8 settembre 1969 con la bolla Praeclarissima exempla di papa Paolo VI, ricavandone il territorio dalle arcidiocesi di Salta e di Tucumán e dalla diocesi di Catamarca.

## Cronotassi dei vescovi
Si omettono i periodi di sede vacante non superiori ai 2 anni o non storicamente accertati.
- Diego Gutiérrez Pedraza, O.S.A. † (10 ottobre 1973 - 23 novembre 1990 deceduto)
- Cipriano García Fernández, O.S.A. † (28 maggio 1991 - 26 gennaio 2007 ritirato)
- Mariano Moreno García, O.S.A. † (17 novembre 2007 - 10 febbraio 2014 ritirato)
- José Demetrio Jiménez Sánchez-Mariscal, O.S.A. † (10 febbraio 2014 - 23 ottobre 2019 deceduto)
  - Sede vacante (2019-2022)[1]
- Darío Rubén Quintana, O.A.R., dal 21 aprile 2022

## Statistiche
La prelatura territoriale nel 2023 su una popolazione di 74.600 persone contava 69.900 battezzati, corrispondenti al 93,7% del totale.
| anno | popolazione | popolazione | popolazione | presbiteri | presbiteri | presbiteri | presbiteri                | diaconi | religiosi | religiosi | parrocchie |
| anno | battezzati  | totale      | %           | numero     | secolari   | regolari   | battezzati per presbitero | diaconi | uomini    | donne     | parrocchie |
| ---- | ----------- | ----------- | ----------- | ---------- | ---------- | ---------- | ------------------------- | ------- | --------- | --------- | ---------- |
| 1970 | 40.800      | 40.800      | 100,0       | 9          |            | 9          | 4.533                     |         | 9         |           | 7          |
| 1976 | 40.000      | 40.800      | 98,0        | 12         |            | 12         | 3.333                     |         | 12        | 5         | 7          |
| 1980 | 44.500      | 45.600      | 97,6        | 12         |            | 12         | 3.708                     |         | 12        | 6         | 7          |
| 1990 | 40.000      | 40.400      | 99,0        | 13         | 1          | 12         | 3.076                     |         | 12        | 10        | 7          |
| 1999 | 45.215      | 46.000      | 98,3        | 15         | 4          | 11         | 3.014                     | 1       | 13        | 15        | 7          |
| 2000 | 46.389      | 46.920      | 98,9        | 14         | 3          | 11         | 3.313                     | 1       | 13        | 15        | 7          |
| 2001 | 50.000      | 50.570      | 98,9        | 14         | 3          | 11         | 3.571                     | 1       | 13        | 19        | 7          |
| 2002 | 52.081      | 53.027      | 98,2        | 16         | 5          | 11         | 3.255                     | 1       | 14        | 19        | 7          |
| 2003 | 52.093      | 53.543      | 97,3        | 16         | 6          | 10         | 3.255                     | 1       | 13        | 21        | 7          |
| 2004 | 53.194      | 54.625      | 97,4        | 16         | 6          | 10         | 3.324                     | 1       | 14        | 17        | 7          |
| 2013 | 60.000      | 64.750      | 92,7        | 12         | 6          | 6          | 5.000                     | 1       | 10        | 23        | 8          |
| 2016 | 65.493      | 74.153      | 88,3        | 14         | 7          | 7          | 4.678                     | 1       | 11        | 19        | 8          |
| 2019 | 69.250      | 76.600      | 90,4        | 11         | 6          | 5          | 6.295                     | 2       | 9         | 20        | 8          |
| 2021 | 68.730      | 73.180      | 93,9        | 13         | 9          | 4          | 5.286                     | 1       | 7         | 16        | 8          |
| 2023 | 69.900      | 74.600      | 93,7        | 13         | 9          | 4          | 5.376                     | 2       | 6         | 19        | 8          |